# 泗隆
泗隆是一座位於马来西亚柔佛州古來縣士乃內的市鎮，毗鄰士乃國際機場及士乃工業園區，距離古來市中心約12公里，新山市中心約17公里。

## 交通
- 乘座和諧巴士（Muafakat Bus）第P-402號線[4]